# 국제시장

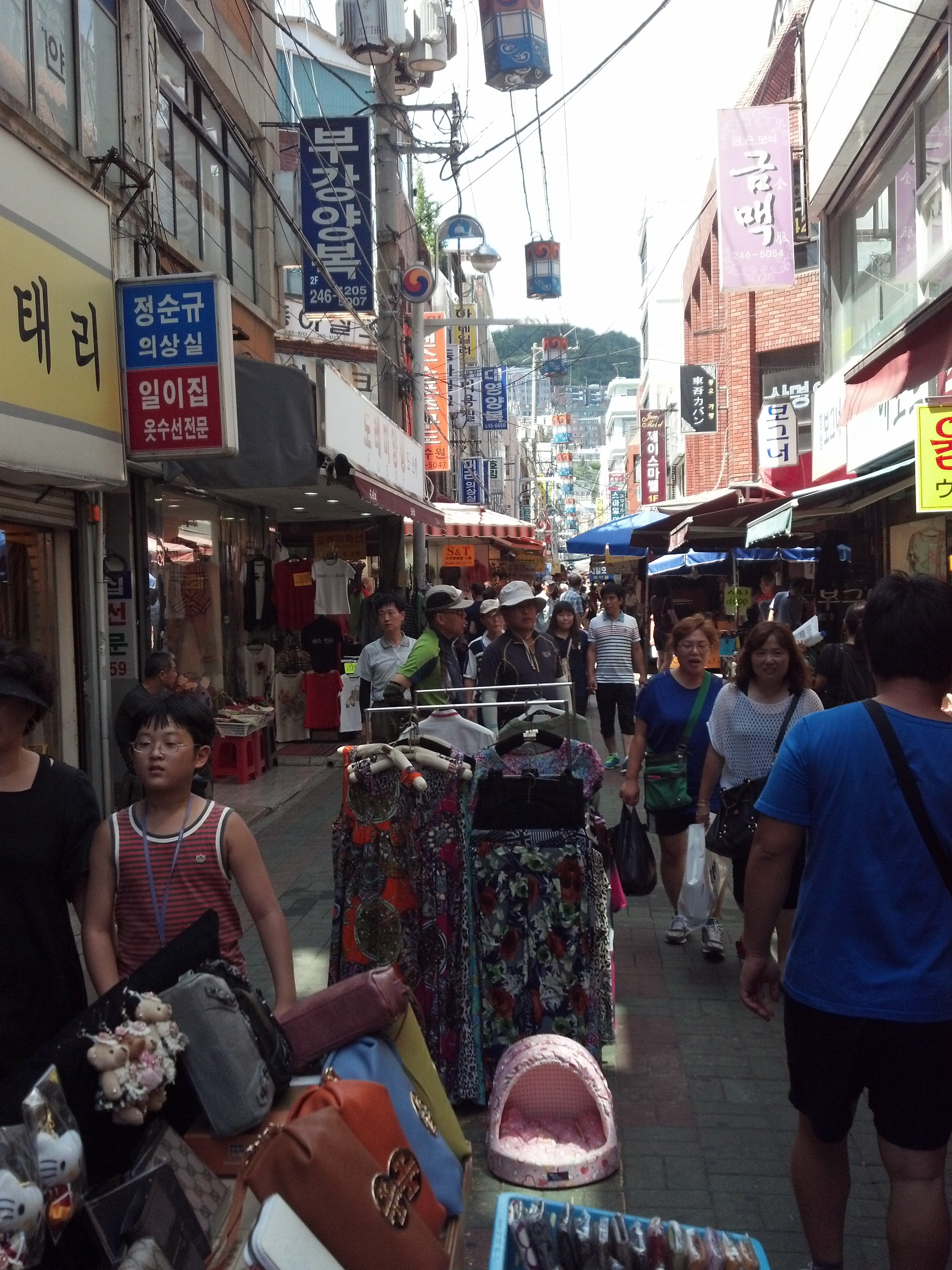
부산 국제시장

국제시장(國際市場)은 부산광역시 중구 신창동 1~4가 일대에 있는 재래시장이다. 오전 9시 30분부터 오후 7시 30분까지 문을 열며, 매월 첫째 주, 셋째 주 일요일은 쉰다. 1945년 광복이 되면서 일본인들이 철수하자 자연스럽게 시장이 형성되었으며, 1950년 한국 전쟁 이후에 미군 군용 물자와 부산항을 통해 밀수입된 물자들이 유통되어 시장의 규모가 확장되었다. 드넓은 빈터에 쏟아져 나온 갖가지 물자들을 이것저것 가리지 않고 있는 대로 싹 쓸어 모아 물건을 흥정하는 도거리 시장이라는 의미도 있고, 도거리로 떼어 흥정한다는 뜻에서 도떼기시장이란 말도 등장하였다.
이 시장을 배경으로 한 동명의 영화가 2014년 12월에 개봉되었다.
국제시장으로 향하는 도시철도 노선은 1호선 (남포역, 자갈치역)이며 주변의 유명한 곳으로는 용두산 공원과 자갈치 시장 그리고 영도대교가 있다. 

## 같이 보기
- 대한민국의 시장 목록
- 부평깡통시장
- 자갈치시장